# Juan Carlos Navarro (politico)
Juan Carlos Navarro (Panama, 19 ottobre 1961) è un politico panamense.

## Biografia
Juan Carlos Navarro ha conseguito la laurea in lettere al Dartmouth College (1983) e successivamente un Master in Public Policy presso la Harvard University (1985).
Egli è un uomo d'affari panamense, ambientalista e politico ed è stato il sindaco di Panama, fino al 30 giugno 2009.